# كاني سفيد (سلماس)
كاني سفيد هي قرية في مقاطعة سلماس، إيران. عدد سكان هذه القرية هو 225 في سنة 2006.